# Beuringen (Meurah Mulia)
Beuringen is een bestuurslaag in het regentschap Aceh Utara van de provincie Atjeh, Indonesië. Beuringen telt 666 inwoners (volkstelling 2010).